# 粒状马唐
粒状马唐（学名：Digitaria abludens）为禾本科马唐属下的一个种。

## 扩展阅读
- 維基物種上的相關：粒状马唐

}